# GlassFish
GlassFish es un servidor de aplicaciones de software libre desarrollado por Sun Microsystems, compañía adquirida por Oracle Corporation, que implementa las tecnologías definidas en la plataforma Java EE y permite ejecutar aplicaciones que siguen esta especificación. Es gratuito, de código libre y se distribuye bajo un licenciamiento dual a través de la licencia CDDL y la GNU GPL. La versión comercial es denominada Oracle GlassFish Enterprise Server (antes Sun GlassFish Enterprise Server).
GlassFish está basado en el código fuente donado por Sun y Oracle Corporation; este último proporcionó el módulo de persistencia TopLink. GlassFish tiene como base al servidor Sun Java System Application Server de Oracle Corporation, un derivado de Apache Tomcat, y que usa un componente adicional llamado Grizzly que usa Java NIO para escalabilidad y velocidad.